# Suba Lajos
Suba Lajos (írói álneve: Persuba; Szilágygörcsön, 1886. január 5. – Szilágyfőkeresztúr, 1946. február 4.) erdélyi magyar költő.

## Életútja, munkássága
A zilahi Wesselényi Kollégiumban érettségizett 1906-ban, majd közigazgatási tanfolyamot végzett Marosvásárhelyen. Nevelő a Degenfeld-birtokon, Hadadban, majd jegyzőgyakornok Magyarláposon (1907), aljegyző (1912), vezető jegyző Diósadon (1915–35); 1940-től haláláig körjegyző Szilágyfőkeresztúron.
Első versei 1910-ben a magyarláposi Ciblesalja c. lapban jelentek meg (amelynek társszerkesztője is volt). Később a zilahi Szilágyságban közölt.

## Verskötetei
- Nagy Lajos–K. Nagy Dezső–Suba Lajos: Strófák; Szövetség Ny., Zilah, 1908
- Bíboros felhők (Magyarlapád, 1910)
- Irka-firka (versek, Zilah, 1927)
- Felharangozott lélekkel (Zilah, 1936)